# Flödesdimensionering
Flödesdimensionering innebär inom hydrologin att till exempel utskov, utlopp, öppna diken och stamledningar dimensioneras för att klara ett visst maxflöde utan att olägenheter uppstår. Detta maxflöde kallas för dimensionerande flöde, som ibland divideras med avrinningsområdets storlek och kallas då för dimensionerande flödestalet.
Det dimensionerande flödet har en viss statistisk återkomsttid och brukar namnges efter denna återkomsttid. Ett 50-årsflöde återkommer statistiskt sett en gång per 50 år, ett 100-årsflöde återkommer statistiskt sett en gång per 100 år och så vidare. 
Vid all flödesdimensionering gäller det att kunna bedöma vilken återkomsttid som det dimensionerande flödet skall ha, det vill säga hur ofta man kan tåla att vattenanläggningens flödeskapacitet inte räcker till och vad det kan tänkas få för följdeffekter. Kostnaden för till exempel en beräknad översvämning ungefär vart 10:e år får alltså vägas mot kostnaden för ett större utskov, som i gengäld bara beräknas resultera i en översvämning ungefär vart 100:e år.
Vid all flödesdimensionering är också viktigt att ta hänsyn till framtida klimatförändringar och en eventuell förändrad markanvändning (till exempel mer hårdgjorda ytor), vilket avsevärt kan förändra maxflödena. Det är också viktigt att beakta effekterna av bristande underhåll på vattenanläggningen, till exempel hur mycket igenväxta diken kan höja vattennivåerna vid ett 100-årsflöde och vad detta kan tänkas få för samhällsekonomiska och företagsekonomiska konsekvenser.

## Dimensionerande flöde
Dimensionerade flöde är den avrinning som används vid flödesdimensionering. Enheten för det dimensionerande flödet är ofta m³/s, men även enheten l/s förekommer.
För att få fram ett lämpligt dimensionerande flöde, brukar man multiplicera den specifika medelavrinningen med både en lämplig koefficient och avrinningsområdets storlek. Koefficientens storlek får bedömas utifrån återkomsttid, terrängens beskaffenhet samt vad som ska dimensioneras.

## Dimensionerande flödestal
Dimensionerade flödestal är den specifika avrinning som används vid flödesdimensionering. Enheten för det dimensionerande flödestalet är ofta m3/(s*km²), men även l/(s*ha) förekommer.
För att få fram ett lämpligt dimensionerande flöde, brukar man multiplicera den specifika medelavrinningen med både en lämplig koefficient och avrinningsområdets storlek. Koefficientens storlek får bedömas utifrån återkomsttid, terrängens beskaffenhet samt vad som ska dimensioneras.   